# 密厳院 (荒川区)
密厳院（みつごんいん）は、東京都荒川区にある真言宗豊山派の寺院。

## 歴史
1533年（天文2年）、覚錟によって開山されたといわれているが、過去に「貞永元年（1232年）」「貞和二年（1346年）」「永享十年（1438年）」と刻まれた板碑があったということから、鎌倉時代初期に遡る可能性もある。
江戸時代後期、鑁随（1842年寂）によって中興された。
1912年（明治45年）頃、講「浅草御蔵前講中」は、弘法大師空海像120体を始めとする様々なものを奉納した（いずれも空襲で焼失）。

## 文化財
- 板碑（天文九年四月一九日銘）（荒川区登録文化財 昭和62年度登録）[2]

## 交通アクセス
- 町屋駅より徒歩6分。